# Ignacy Bereszko
Ignacy Bereszko (ur. 6 stycznia 1882 w Będzinie, zm. 6 stycznia 1938 w Będzinie) – polski inżynier, pionier elektryfikacji i energetyki w Zagłębiu Dąbrowskim, propagator radiotechniki, współzałożyciel Stowarzyszenia Elektryków Polskich, wieloletni dyrektor Elektrowni Okręgowej w Zagłębiu Dąbrowskim SA, działacz społeczny, gospodarczy i stowarzyszeniowy, przemysłowiec.

## Życiorys i działalność zawodowa
Ignacy Bereszko urodził się 6 stycznia 1882 w Będzinie w wielodzietnej rodzinie właściciela zakładu krawieckiego.
Maturę uzyskał w 1903 w Sosnowieckiej Szkole Realnej (obecnie IV Liceum Ogólnokształcące im. Stanisława Staszica w Sosnowcu), a następnie wyjechał na studia wyższe do Belgii, gdzie w 1908 uzyskał dyplom inżyniera elektryka w Instytucie Elektrotechnicznym im. Montefiore przy Wydziale Nauk Ścisłych Uniwersytetu w Liège.
Po powrocie ze studiów osiadł w Zagłębiu Dąbrowskim, gdzie przez cztery lata, do 1912, pracował w kopalni hr. Renard w Sosnowcu, a następnie był kierownikiem wydziału elektromechanicznego w kopalni Kazimierz, należącej wówczas do Warszawskiego Towarzystwa Kopalń Węgla i Zakładów Hutniczych. Obie kopalnie dysponowały własnymi elektrowniami.
W roku 1928 inż. Ignacy Bereszko stanął na czele dwóch związanych ze sobą przedsiębiorstw energetycznych: Elektrowni Okręgowej w Zagłębiu Dąbrowskim (w Małobądzu k. Będzina, obecnie Elektrociepłownia Będzin S.A.) oraz Sieci Elektrycznych z siedzibą w Sosnowcu. Zakłady te wchodziły w skład koncernu „Siła i Światło” i zaliczały się do największych przedsiębiorstw elektryfikacyjnych w kraju. Jako dyrektor obu przedsiębiorstw działał na rzecz popularyzacji użytkowania energii. Jedną z jej form był założony w Sosnowcu sklep z urządzeniami elektrycznymi domowego i przemysłowego zastosowania, w którym urządzano pokazy użytkowania tego sprzętu, a nawet bezpłatne kursy przygotowywania potraw na kuchenkach i w piekarnikach elektrycznych. 
Z inicjatywy Ignacego Bereszki, cieszącego się zaufaniem kierownictwa zakładów górniczych, połączono do pracy równoległej z Elektrownią Okręgową kilka okolicznych elektrowni kopalnianych. Powiązanie elektrowni przemysłowych z elektrownią użyteczności publicznej stanowiło początki tworzenia systemu elektroenergetycznego. Wybudowano także linię przesyłową wysokiego napięcia (35 kV) z Będzina do Częstochowy, co przyczyniło się do zapewnienia na znacznym obszarze dostaw energii dla przemysłu i gospodarstw domowych. Od roku 1928 rozwijano w Zagłębiu Dąbrowskim sieć tramwajową.
Ignacy Bereszko był współtwórcą normy technicznej pt. „Przepisy budowy i ruchu urządzeń elektrycznych prądu silnego w podziemiach kopalń” PPNE/17-1929.
Ignacy Bereszko był także współwłaścicielem przedsiębiorstwa pod nazwą Zakłady Mechaniczne i Budowa Konstrukcji Stalowych „Zamkost” Inż. Ign. Bereszko i S-ka w Będzinie, zlokalizowanego przy ul. Kościuszki 102. Zakład ten w 1938 zatrudniał 160 pracowników i specjalizował się w budowie spawanych konstrukcji stalowych oraz zbiorników i kotłów.

## Działalność społeczna
W szkole i w czasie studiów Ignacy Bereszko działał w kółkach młodzieżowych o charakterze ideowo-samokształceniowym, a następnie związał się z ruchem socjalistycznym. W Belgii był członkiem Związku Zagranicznego Socjalistów Polskich, w którym nosił pseudonim „Ludwik”.
Na terenie Zagłębia Dąbrowskiego Ignacy Bereszko był aktywnym działaczem gospodarczym i społecznym. W 1912 został współzałożycielem i członkiem zarządu Koła Elektrotechników w Sosnowcu, jednego z pierwszych zrzeszeń elektryków polskich, przekształconego później w oddział Stowarzyszenia Elektryków Polskich (SEP). W 1919 uczestniczył w zjeździe założycielskim SEP, a następnie pełnił w nim funkcję prezesa Oddziału Zagłębia Węglowego (1928–1938) oraz wiceprezesa Zarządu Głównego.
Ignacy Bereszko był założycielem Komitetu Propagandy Radia w Sosnowcu oraz współzałożycielem w 1936 studia radiowego w Sosnowcu (przy ul. Dęblińskiej 1), które do wybuchu II wojny światowej nadawało programy regionalne przez Rozgłośnię Polskiego Radia w Katowicach.
Ponadto Ignacy Bereszko był aktywnym członkiem wielu innych organizacji na terenie Zagłębia Dąbrowskiego m.in. jako:
- wiceprezes oraz członek komisji komunikacyjnej i radca sekcji przemysłowej w Izbie Przemysłowo-Handlowej w Sosnowcu
- wiceprezes Towarzystwa Przemysłowców
- sędzia handlowy
- członek rady nadzorczej spółki akcyjnej „Tramwaje Elektryczne w Zagłębiu Dąbrowskim”
- wiceprzewodniczący zarządu Klinkierni Grodków Będzińskiego Powiatowego Związku Samorządowego
- prezes oddziału Ligi Obrony Powietrznej i Przeciwgazowej
- opiekun i prezes Towarzystwa Popierania Szkolnictwa Zawodowego
- współzałożyciel Automobilklubu Kieleckiego
- w czasie powstań śląskich uczestnik akcji niesienia pomocy uchodźcom oraz opieki nad rodzinami powstańców

Ignacy Bereszko był masonem, współzałożycielem loży „Staszic” w Sosnowcu.

## Ordery i odznaczenia
- Złoty Krzyż Zasługi (11 listopada 1937)[1]
- Złoty Krzyż Federacji Związków Polskich Obrońców Ojczyzny za działalność w czasie powstań śląskich.

## Upamiętnienie

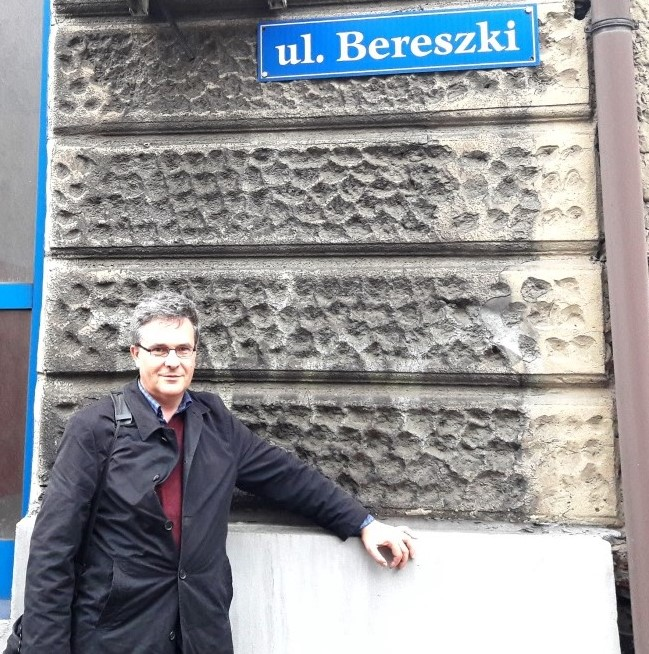
ul. I. Bereszki w Będzinie

Rada Miejska Będzina uchwałą z dnia 18 grudnia 2013 r. nadała fragmentowi dawnej ulicy Krótkiej nazwę "ulica Ignacego Bereszki".

## Życie prywatne
W 1927, wbrew opinii rodziny i środowiska, ożenił się ze Stefanią Falkowską (1886–1966), wówczas także zatrudnioną w kopalni Kazimierz na stanowisku urzędniczym. Miał z nią syna Tomasza (1928–1996). Ignacy Bereszko zmarł nagle w dniu swoich 56. urodzin, 6 stycznia 1938, w Będzinie i jest pochowany w grobie rodzinnym na cmentarzu parafii św. Trójcy w Będzinie.